# 重岡村
重岡村（しげおかむら）は、大分県南海部郡にあった村。現在の佐伯市の一部にあたる。

## 地理
北川の支流・市園川の中流域で、分流の重岡川沿いに位置していた。

## 歴史
- 1889年（明治22年）4月1日、町村制の施行により、大野郡重岡村、塩見園村、大平村、河内村、千束村が合併して村制施行し、重岡村が発足[1][2]。旧村名を継承した重岡、塩見園、大平、河内、千束の5大字を編成[2]。
- 1950年（昭和25年）1月1日、所属郡が南海部郡に変更[1][2]。
- 1955年（昭和30年）3月31日、南海部郡小野市村と合併し、宇目村を新設して廃止された[1][2]。

## 産業
- 農業

## 交通

### 鉄道
- 1922年（大正11年）国有鉄道豊州本線（現日豊本線）開通[2]。1947年（昭和22年）宗太郎駅開設[2]